# 明斯克轮式牵引车厂
明斯克轮式牵引车厂是总部位于白俄罗斯明斯克的重型越野车、军用卡车制造商，曾为明斯克汽车厂的分公司。明斯克轮式牵引车厂民用卡车的品牌为“巨人”，该厂还专门生产公路和越野重型车辆和拖车，以及为建筑、油气和工程行业的企业和运输组织安装各种设备的专用轮式底盘。